# Prêmio Medard W. Welch
O Prêmio Medard W. Welch  (em inglês:  Medard W. Welch Award) é um prêmio de física da ist ein Physikpreis der American Vacuum Society (AVS), concedido desde 1970.
É denominado em memória do fundador da AVS, M.W. Welch, concedido a pesquisadores com atuação a pelo menos uma década nas área de pesquisa teórica ou experimental. 

## Recipientes
- 1970: Erwin Wilhelm Müller
- 1971: Gottfried K. Wehner
- 1972: Kenneth C.D. Hickman
- 1973: Lawrence A. Harris
- 1974: Homer D. Hagstrum
- 1975: Paul A. Redhead
- 1976: Leslie Holland
- 1977: Charles B. Duke
- 1978: Georg H. Hass
- 1979: Gert Ehrlich
- 1981: Harrison E. Farnsworth
- 1983: H.H. Wieder
- 1984: William E. Spicer
- 1985: Theodore E. Madey
- 1986: Harald Ibach
- 1987: Mark J. Cardillo
- 1988: Peter Sigmund
- 1989: Robert Gomer
- 1990: Jerry M. Woodall
- 1991: Max G. Lagally
- 1992: Ernst G. Bauer
- 1993: George Comsa
- 1994: John T. Yates, Jr.
- 1995: Gerhard Ertl
- 1996: Peter J. Feibelman
- 1997: Phaedon Avouris
- 1998: David Aspnes
- 1999: John H. Weaver
- 2000: D. Phillip Woodruff
- 2001: Ward Plummer
- 2002: Buddy Ratner
- 2003: Matthias Scheffler
- 2004: Rudolf M. Tromp
- 2005: Charles S. Fadley
- 2006: John C. Hemminger
- 2007: Jerry Tersoff
- 2008: Miquel Salmeron
- 2009: Robert J. Hamers
- 2010: Mark J. Kushner
- 2011: Wilson Ho
- 2012: Yves Chabal
- 2013: Chris G. Van De Walle
- 2014: Patricia A. Thiel
- 2015: Charles T. Campbell
- 2016: Maki Kawai
- 2017: Hans-Peter Steinrück
- 2018: David Castner
- 2019: Scott A. Chambers